# Metodo di Shettles
Il metodo di Shettles è una tecnica naturale per provare a determinare il sesso del bambino al momento del concepimento. È stato sviluppato da Landrum B. Shettles nel 1960 ed è stato pubblicato nel libro How to Choose the Sex of Your Baby (Come scegliere il sesso del tuo bambino), scritto da Shettles e David Rorvik. Il libro è stato pubblicato nel 1971 ed è stato ristampato in varie edizioni successive.
Seguendo i vari metodi descritti nel libro, si propone che una coppia potrebbe influenzare la probabilità di avere un maschio o una femmina. I fautori sostengono che il metodo abbia tra il 75 e il 90 per cento di efficacia, ma gli esperti non sono d'accordo che il metodo funzioni, ad esempio, un articolo del 1995 intitolato Timing of Sexual Intercourse in Relation to Ovulation—Effects on the Probability of Conception, Survival of the Pregnancy, and Sex of the Baby, comparso sul New England Journal of Medicine conclude che "ai fini pratici, i tempi del rapporto sessuale in relazione alla ovulazione non hanno alcuna influenza sul sesso del bambino".

## Contesto
Il sesso è determinato dai cromosomi sessuali. XX corrisponde a un fenotipo femminile, XY a uno maschile.
Nello specifico, il sesso è determinato dal padre, in quanto gli ovuli (gameti femminili) possiedono tutti il cromosoma X. Gli spermatozoi invece possono possedere il cromosoma X o quello Y.

## Concetto
Secondo la teoria di Shettles, gli spermatozoi portatori del cromosoma Y (maschi), sono più veloci ma meno resistenti nel tempo, rispetto a quelli portatori del cromosoma X (femmine). Inoltre, secondo la teoria, ambienti acidi danneggiano gli spermatozoi Y, favorendo il concepimento di una femmina.
Il metodo Shettles differisce dal metodo Ericsson, in cui si raccoglie lo sperma all'esterno, viene separato all'esterno sfruttando la diversa velocità, per poi essere reinoculato artificialmente.

## Scelta del giorno per il concepimento
Per mettere in atto questo metodo, fondamentale, per influenzare il sesso del nascituro, è la scelta del giorno del mese in cui concepire. Innanzitutto però, si dovrebbe conoscere preventivamente il proprio ciclo ovarico per determinare il giorno dell'ovulazione.
Per aumentare la probabilità di avere un maschio, il concepimento deve avvenire in prossimità del giorno dell'ovulazione, questo perché si parte dal concetto che i portatori del cromosoma Y siano più veloci a raggiungere la cellula uovo.
Quando si cerca di avere una femmina, la coppia dovrebbe cercare di avere rapporti sessuali, mese dopo mese, da 5 a 3 giorni prima dell'ovulazione, sfruttando in questo caso la resistenza dei gameti portatori del cromosoma X.

## Posizione durante l'amplesso
Secondo la teoria di Shettles, una deposizione del seme a breve distanza dall'esterno, favorirebbe il concepimento di una femmina, perché la zona è più acida e inibirebbe i portatori del cromosoma Y. Per consentire invece, ai portatori del cromosoma Y di raggiungere prima l'uovo (presumendo che si muovano ad una velocità maggiore), andrebbe ricercata un deposizione più profonda, verso una zona meno acida, in prossimità del collo dell'utero.

## Climax
In ultimo, la teoria vorrebbe che il raggiungimento del massimo piacere femminile favorirebbe il concepimento di un maschio, in quanto renderebbe l'ambiente più alcalino.